# 混蛋2
《混蛋2》（英語：Bad Ass 2: Bad Asses）是2014年美国动作片，导演和编剧都是克雷格·莫斯，主演丹尼·特乔、丹尼·葛洛佛、安德鲁·迪沃夫、杰奎琳·奥拉德丝。该片的前集是《混蛋》。

## 剧情
69岁的越南战争退役老人“弗兰克”在加利福尼亚州洛杉矶开了一家拳击馆，“曼尼”是他的爱徒，自从曼尼的父母离婚之后，他一直试图肩负养家糊口的责任，就偷偷地去贩毒，结果被毒贩子杀害。弗兰克为了替徒弟报仇，和邻居“伯尼”，同样的一个老人开始了寻找杀害曼尼的仇人之旅。

## 演出
| 演员            | 角色        | 备注                                                 |
| 丹尼·特乔       | 弗兰克·维嘉 | 越南战争退役老兵，脾气暴躁、乖戾，喜好暴力解决问题。 |
| 丹尼·葛洛佛     | 伯尼        |                                                      |
| 安德鲁·迪沃夫   | 莱安德罗    |                                                      |
| 杰奎琳·奥拉德丝 | 罗斯维亚    |                                                      |
| 查理·卡维尔     | 艾瑞克      |                                                      |
| 乔纳森·利普尼基 | 汉默        |                                                      |
| 莱昂·托马斯三世 | 图森        |                                                      |
| 丹特·巴斯克     | 甘里        |                                                      |

## 制作
该片前集《混蛋》在2012年已经发布。